# Rhynchospora domingensis
Rhynchospora domingensis är en halvgräsart som beskrevs av Ignatz Urban. Rhynchospora domingensis ingår i släktet småag, och familjen halvgräs. Inga underarter finns listade i Catalogue of Life.